# Uran

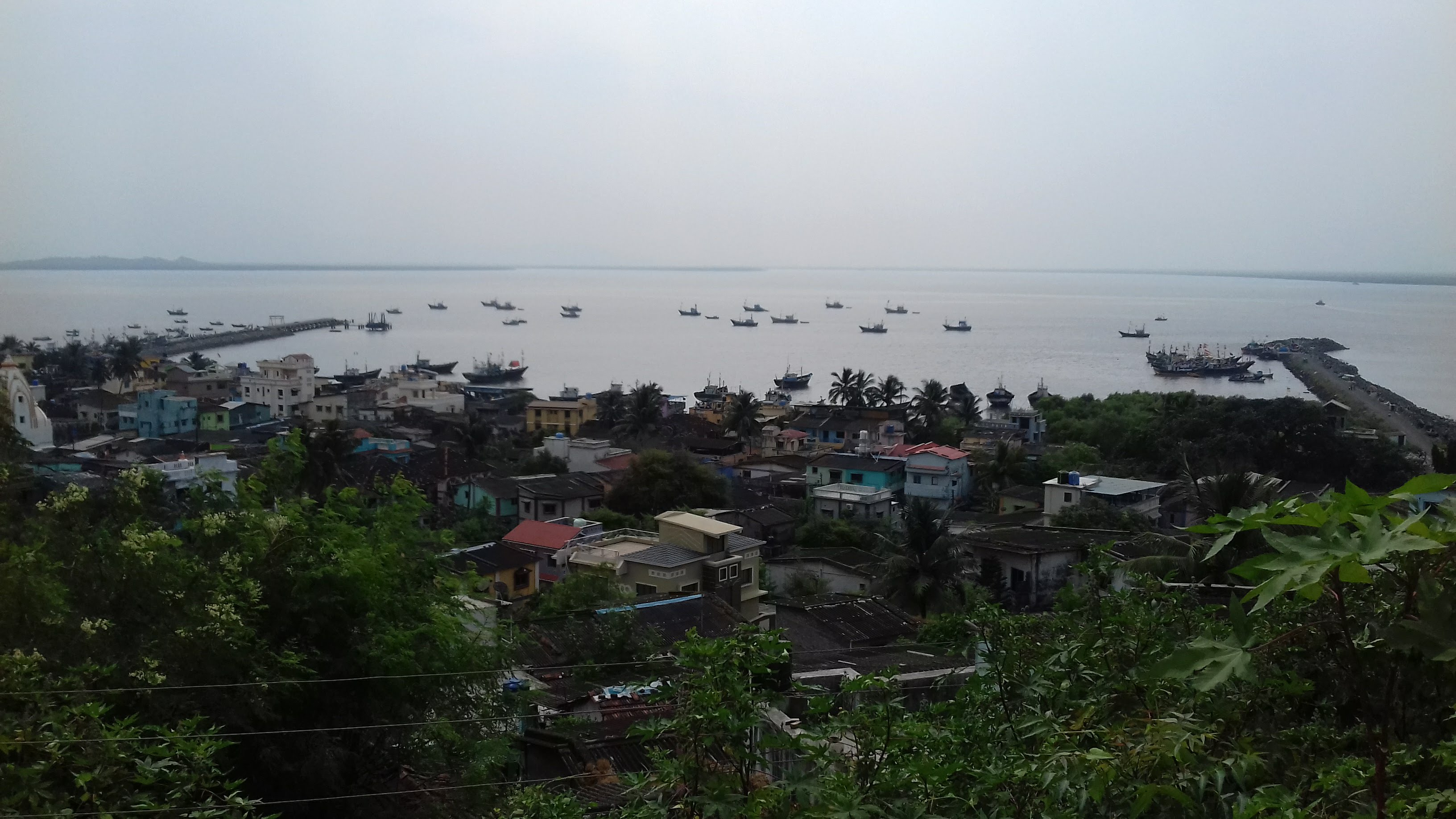
Vista de la ciutat des del temple.

Uran (marathi: उरन) és una ciutat dels suburbis de Bombai, a l'anomenat Navi Mumbai (Nou Bombai), al districte de Raigad, al sud-est de Bombai a la riba del rierol Thane. Està qualificada com a zona econòmica especial. Disposa d'una base naval a la rodalia a Mora Gaon i una planta de gas i petroli. També proper el temple de Ratneshwari al poble de Jaskhar i alguns altres temples. A la vella Uran, coneguda com a Karanja, hi ha un fort portuguès. Al cens del 2011 tenia 30.439 habitants.

## Història
Va estar sota domini dels silahares al segle xii i aleshores era prospera. Va estar després sota domini portuguès dins la província de Bassein, del 1530 al 1740; els portuguesos hi van construir diversos forts, destacant el d'Uran i un altre al pic del sud. La guarnició portuguesa permanent era de 100 homes. Encara resten ruïnes de diversos edificis portuguesos; des de 1535 va estar al càrrec dels franciscans i el 1613 fou teatre d'una gran revolta; el 1670 va ser saquejada per un cap maratha; finalment els marathes la van conquerir el 1737; el 1774 la van ocupar els britànics.

## Llocs interessants
- Puig de Dronagiri.
- Puig del sud amb fort portuguès, església, temple a la roca i reserva d'aigua.
- Puig Kharavli (al nord); a l'est, al costat del puig, una capella budista excavada a la roca.
- La vila vella d'Uran, amb la fortalesa i esglésies portugueses.
- Església en ruïnes a Sheva.